# Le Polygone étoilé
Le Polygone étoilé est un roman de Kateb Yacine publié en 1966 aux Éditions du Seuil.

## Résumé
Dans une suite de poèmes, de dialogues et de rêveries, Kateb Yacine mêle les thèmes essentiels de sa vie et de l'histoire de l'Algérie : la douleur de la colonisation, le lien maternel, le pouvoir des mots et les charmes de Nedjma, dessinant progressivement la figure du « polygone étoilé ». Au carrefour du roman, de la poésie et du théâtre, ce livre est au cœur de la littérature algérienne moderne. 